# Avagina polyvacuola
Avagina polyvacuola är en plattmaskart som beskrevs av Ehlers och Doerjes 1979. Avagina polyvacuola ingår i släktet Avagina och familjen Isodiametridae. Inga underarter finns listade i Catalogue of Life.